# Symbion
Embranchement
Ordre
Famille
Genre
Classification phylogénétique
- bilatériens
  - protostomiens
    - lophotrochozoaires
      - eutrochozoaires
        - syndermates
          - rotifères
          - acanthocéphales
          - cycliophores ?

        - spiraliens
          - entoproctes
          - parenchymiens
            - plathelminthes
            - némertes

          - mollusques
          - siponcles
          - annélides

      - lophophorata

    - chaetognathes ?
    - cuticulates

  - mésozoaires ?
  - deutérostomiens
    - échinodermes
    - pharyngotrèmes

Symbion est le seul genre de l'embranchement des Cycliophora. 

## Description
Les cycliophores sont des animaux microscopiques (0,4 mm sur 0,1 mm pour la phase fixée et 0,1 mm sur 0,05 mm pour la larve Prometheus). Ils vivent sur les pièces buccales des langoustines et homards.
On trouve 6 formes chez les cycliophores, chacune étant un stade d'un cycle complexe de reproductions asexuées et sexuées :
- La forme fixée.

- La larve Pandora.
- La larve chordoïde.
- La larve Prometheus (autrefois confondue avec le mâle).
- Le mâle nain.
- La femelle.

Il y a deux modes de reproductions : sexué via une larve chordoïde et asexué via une larve pandora.
Contrairement à ce que l'on peut lire parfois dans la littérature le mâle ne vit pas fixé sur la femelle, c'est la larve Prometheus qui se fixe sur la forme fixée (asexué). Aucune des formes sexuées n'est donc fixée. Au mieux elle est interne en tant que bourgeon mature.

## Histoire de la découverte
Dans les années soixante, des organismes vivant fixés sur les pièces buccales de langoustine sont signalés mais supposés être des rotifères. En 1995, Funch et Kristensen décrivent ces organismes comme un nouveau phylum après un examen plus précis. En premier lieu le cycle n'est pas tout à fait compris. En effet, le mâle est supposé fixé sur la "forme fixée". En effet, la partie fixée sur la "forme fixée" produit des gamètes mâles. Cependant après de plus amples observations, les auteurs ont remarqué que la forme fixée produit en fait des mâles et est le résultat d'une forme mobile appelée larve Prometheus (en référence à Pandore). Au départ la larve Promethéus a été appelée "mâle primaire" et le "mâle vrai" appelé "mâle secondaire". Cependant le mâle secondaire du fait de sa petite taille passant entre les mailles des tamis n'avait pas encore été observée . Ce n'est que plus tard qu'elle a été enfin observée et étudiée. Le mâle primaire a alors été appelé "Larve Prometheus" car c'est une forme libre, transitoire et asexuée et le mâle secondaire a été appelé "mâle nain" du fait de sa petite taille : autour de 40µ. 
En 2006, une nouvelle espèce de cycliophore est décrite : Symbion americanus. 
Aujourd'hui les modalités de fécondation entre le mâle et la femelle sont encore inconnus. De plus plusieurs autres espèces sont suspectées : Symbion americanus pourrait être un complexe d'espèces cryptiques et une espèce semble exister aussi sur les pièces buccales du homard Européen : Homarus gammarus.

## Cycle de vie
Le cycle de vie des cycliophores est particulièrement complexe et fait intervenir une reproduction sexuée et asexuée.

### Phase asexuée
La forme fixée va former intérieurement un bourgeon qui va donner une larve Pandora. Cette larve, mobile, va se fixer sur le même crustacé hôte et former en son sein elle-même une forme fixée. Lors de la formation d'une larve Pandora le système nerveux et digestif de la forme fixée régressent et vont régénérer après que la larve Pandora soit expulsée. Ainsi, le cône buccal régresse lors de la formation d'une larve Pandora. Cette larve est appelée Pandora car à ce moment-là, l'individu fixé contient, comme la boîte de Pandore un organisme en son sein, voire plusieurs. En effet, il semble que la larve de Pandore elle-même en cours de gestation puisse contenir un individu fixé (qui donc n'est pas encore fixé) en formation, lui-même contenant un bourgeon de larve Pandora. Cette configuration faisant alors plutôt penser à des poupées russes.

### Phase sexuée
La phase sexuée est bien plus complexe que la phase asexuée et fait intervenir 5 des 6 différentes phases du cycle de vie des Cycliophores.
Lorsque la mue de l'hote commence, par un mécanisme encore inconnu, des individus de la forme fixée vont commencer à bourgeonner soit des femelles avec un oocyte, soit des larves Prometheus. La larve Prometheus va être expulsée et se fixer sur un individu fixé contenant lui-même une femelle. Au sein de la larve Prométheus vont se former plusieurs mâles nains. Une larve Prométhéus peut contenir de un à trois mâles nains. Il n'est pas encore clair si la fécondation entre le mâle nain et la femelle a lieu sur l'animal fixé ou si elle se fait librement près de ce dernier. La fécondation va donner un zygote et la femelle libre va se fixer par l'avant pas loin de l'individu fixé qui l'a produite. Au sein de la femelle va alors se former une larve chordoïde à partir des tissus de la femelle. Tous les tissus de la femelle vont être recyclés pour former une larve chordoïde. À ce moment-là il ne reste de la femelle que la cuticule fixée avec la larve chordoïde en gestation. On parle de cyste chordoïde. Une fois la larve chordoïde formée elle va briser le cyste et aller se fixer sur un autre hôte ou le même une fois sa mue effectuée. Une fois fixée, la larve chordoïde va produire une forme fixée par bourgeonnement interne et un nouveau cycle d'infestation par reproduction asexuée se déroulera.

## Listes desespèces
- Symbion pandora Funch & Kristensen, 1995 sur Nephrops norvegicus (Crustacea)
- Symbion americanus Obst, Funch & Kristensen 2006 sur Homarus americanus (Crustacea)
- Symbion sp1 sur Homarus gammarus (Crustacea) reste à décrire.